# デ・ハビランド DH.104 ダブ

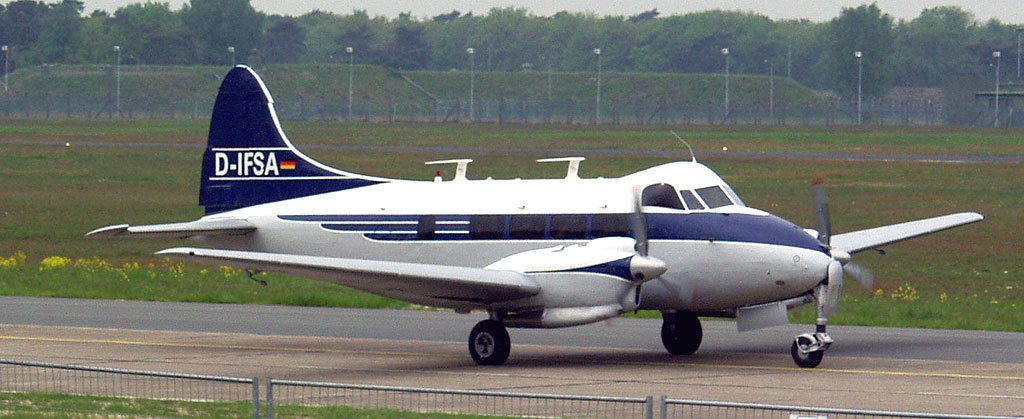
ドイツ籍のダヴ（2004年撮影）

DH.104 ダヴ（de Havilland DH.104 Dove）とは、イギリスの航空機メーカーであったデ・ハヴィランドが開発したレシプロ双発小型旅客機である。
軍の輸送機としても使われ、そちらはDH.104 デヴォン（de Havilland DH.104 Devon）という名である。

## 概要
世界各国で運用されたほか、日本においても当初は国内ローカル線の主力機として、その後は遊覧飛行などにも使用された。また姉妹機に大型化したうえで4発としたDH.114 ヘロンもある。ダブは鳩の意である。

## 日本におけるダブ
日本では日本遊覧航空（後の藤田航空）、日本ヘリコプター輸送（日ペリ航空・現在の全日本空輸と同一法人）と極東航空（日ペリ航空に吸収合併し、全日本空輸となる）が運用していた。ともに国内ローカル路線の主力機として活躍した。1953年12月15日に日ペリ航空が羽田～伊丹路線に貨物便として就航したのが最初であった。翌年の2月1日からは旅客事業にも利用された。ただし乗客数が多くなかったため訓練用や航空測量に活用されるようになった。また1955年2月には天候不良で孤立化していた青ヶ島へ、東京都がチャーターした東洋航空のダブが救援物資を投下した。
日本エアシステムの前身である東亜国内航空と、その前身である東亜航空が本機をコンベア240やデ・ハビランド DH.114 ヘロンなどとともに使用していた。
最終的に7機が日本で飛行したが、2機（JA5003とJA5008）が事故により抹消された。また長崎航空（現在のオリエンタルエアブリッジ）で1967年まで運航されていたJA5006が旧大村空港で屋外展示されていたが、現存していない。
現存機としては、東亜航空のDH-104-1B（JA5007）が塩原ファミリー牧場に屋外展示されている。JA5007は極東航空・全日空・東亜航空で使用後、当時存在していた「沖縄航空」への移譲が中止されるという経緯を経た上で、最終的に日本航空学園で使用された機体である（説明板には航空大学校と記載されている。機体側面には「東亜航空」とあり、国内で現存する唯一の東亜航空表記の機体となっているが機体側面に「JNFS」という表記があり、尾翼のマークも東亜国空のものではなく、極東航空のものを踏襲したものであると考えられる。屋外展示のため痛んでおり、特に右側面がかなり汚れているものの、尾翼等に修繕の跡がある。
また、かつて日本遊覧航空や長崎航空などで使用されたJA5038が屋外展示の形で現存している。1968年まで運行され、その後1998年まで長崎水族館、同水族館閉館後は個人が引き取り長崎県長崎市の旧琴海町の個人敷地、2019年からは琴海戸根町の中央こども園にて展示されている。

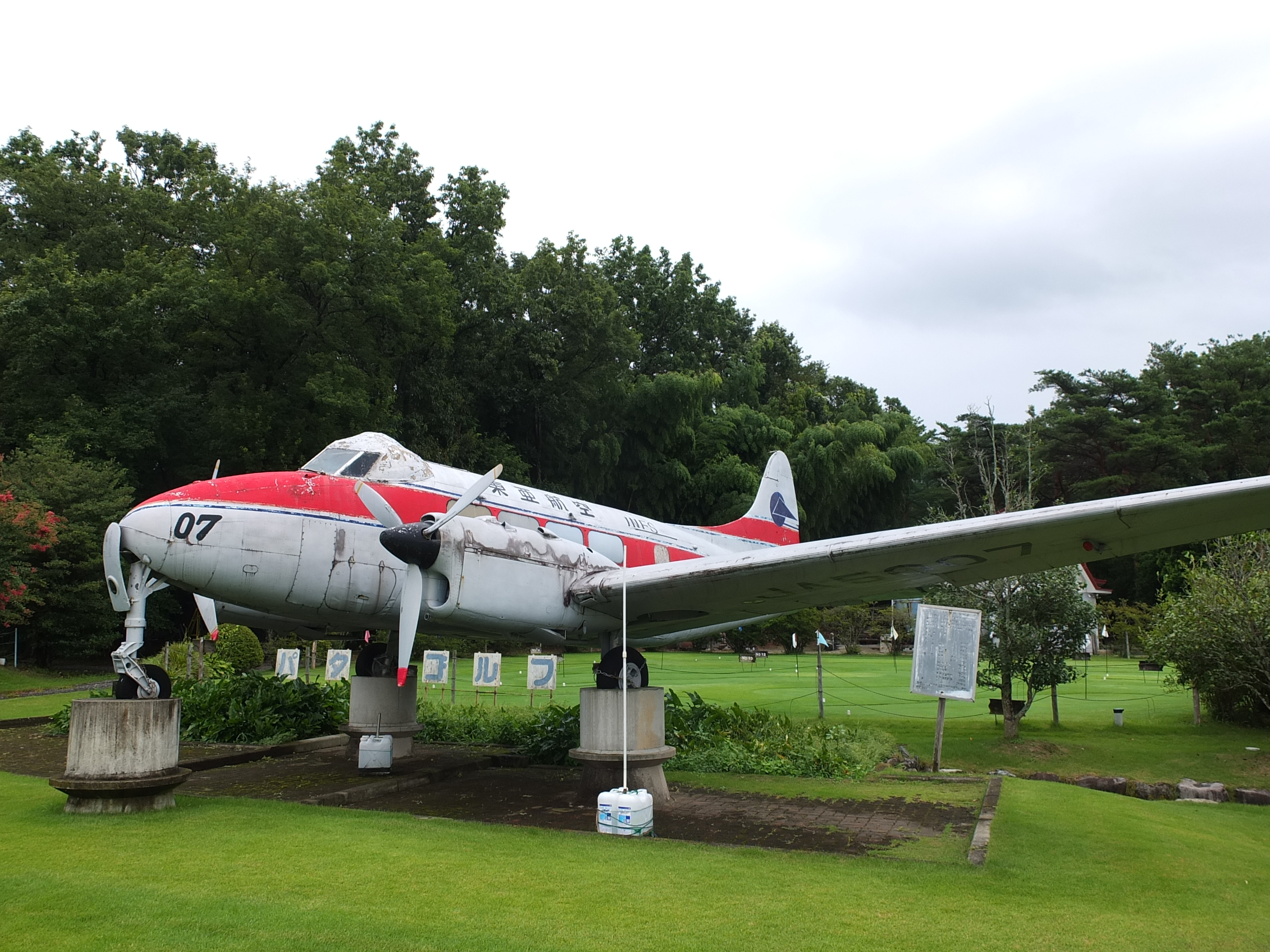
塩原ファミリー牧場のJA5007。尾翼のマークは東亜航空のものではない。
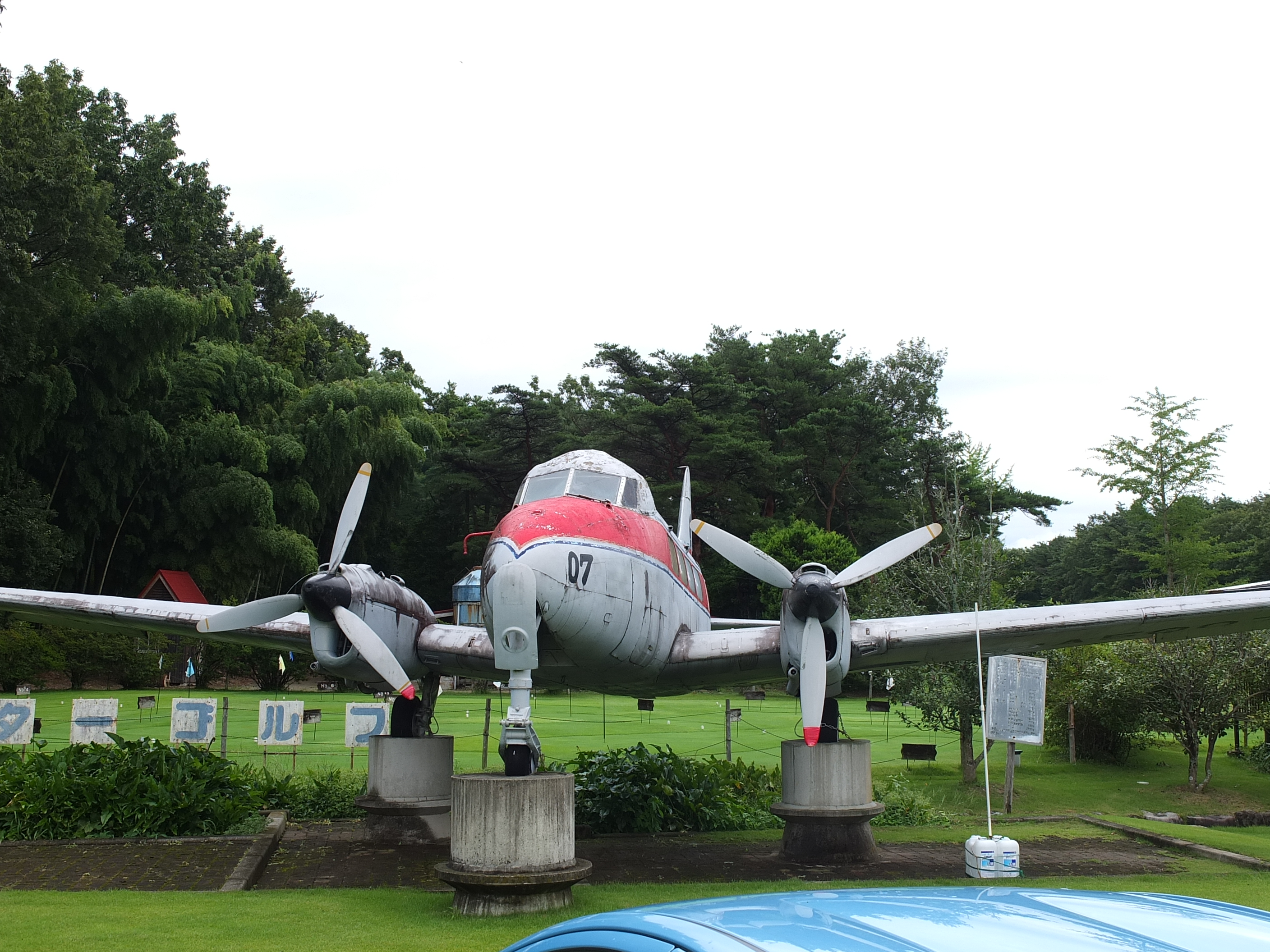
同JA5007

## 機体性能
- 運航乗員： 2
- 乗客： 8～11名
- 全長： 12.07m
- 全幅： 17.37m
- 全高： 4.08m
- 翼面積： 31.12m²
- 空虚重量： 2,170kg
- 全備重量： 3,992kg
- エンジン： デ・ハビランド ジプシー・クイーン70-4 空冷6気筒 × 2
- 出力： 340 hp
- 巡航速度： 240km/h
- 航続距離： 1,545km
- 最高到達高度： 6,100m